# Límit de Hayflick
El límit de Hayflick és el nombre de vegades que una cèl·lula es pot dividir abans d'aturar-se a causa del fet que el telòmer assoleix una llargada crítica.
Fou descobert per Leonard Hayflick el 1965, de la Universitat de Califòrnia, San Francisco (UCSF), quan demostrà que cèl·lules humanes normals en un cultiu cel·lular es divideixen unes 52 vegades en una atmosfera d'un 20% d'oxigen (aire pràcticament normal) o 70 vegades en una atmosfera d'un 3% d'oxigen (que equival a les condicions internes dels humans). Aleshores entren en una fase d'envelliment (refutant l'afirmació d'Alexis Carrel que les cèl·lules normals són immortals). Cada mitosi escurça l'apèndix telomèric de l'ADN de la cèl·lula, fent avançar un "compte enrere" per cada còpia posterior de la cèl·lula. Les cèl·lules d'alguns organismes eviten el límit de Hayflick gràcies a l'allargament telomèric; en són exemples algunes aus marines longeves, les cèl·lules de les quals són tècnicament immortals.
Es creu que aquest mecanisme evolucionà principalment per a protegir el cos evitant la creació de cèl·lules potencialment canceroses. A causa de la manera fragmentada en què es replica ADN, una cèl·lula amb un telòmer molt curt pot provocar una estabilitat genòmica quan les proteïnes que haurien d'estar al telòmer no seran capaces d'unir-s'hi i seran marcades com a trencament de la doble cadena d'ADN, possiblement causant un càncer.
Moltes cèl·lules mare no estan afectades pel límit de Hayflick, car no estan diferenciades. Existeixen en tots els teixits i poden continuar reproduint-se durant tota la vida de l'organisme. Per a evitar la barrera, les cèl·lules que necessiten continuar dividint-se expressen l'enzim telomerasa o utilitzen el mecanisme d'allargament alternatiu dels telòmers. Aquests també són els mètodes que utilitzen les cèl·lules canceroses per a dividir-se sense inhibició.
El límit de Hayflick normal de les cèl·lules d'organismes no humans varia, i n'afecta la longevitat.
La carnosina pot augmentar el límit de Hayflick en fibroblasts humans. Sembla que també redueix el ritme d'escurçament dels telòmers.